# La Colo magique
 (août 2019).
Si vous disposez d'ouvrages ou d'articles de référence ou si vous connaissez des sites web de qualité traitant du thème abordé ici, merci de compléter l'article en donnant les références utiles à sa vérifiabilité et en les liant à la section « Notes et références ».
La Colo magique (Summer Camp Island) est une série télévisée d'animation américaine en 120 épiodes de 11 minutes créée par Julia Pott, et diffusée entre le 7 juillet 2018 et le 11 août 2023 sur Cartoon Network et HBO Max.
Julia Pott est ancienne animatrice et scénariste de story / staff sur Adventure Time, ainsi que créatrice du court-métrage Valentine's Day Card de MTV Liquid Television Online. Il a été annoncé pour la première fois en janvier 2017, il avait été présenté dans différents festivals, dont Sundance.
La Colo magique décrit les aventures d'Oscar et de Hérissonne, qui assistent toutes deux à l'île du camp d'été. La première a eu lieu le 7 juillet 2018, avec un marathon de 48 heures comprenant les vingt épisodes de la première saison se déroulant sur un week-end entier, à la fois sur Cartoon Network et Boomerang. Au San Diego Comic-Con 2018, Julia Pott a annoncé que le reste de la première saison serait diffusé fin 2018 sur Cartoon Network avec vingt épisodes supplémentaires. Ces épisodes ont finalement été repoussés à 2019 et le 20 mai 2019, il a été annoncé que la première de ces épisodes serait diffusée le 23 juin 2019 en tant que deuxième saison. Au San Diego Comic-Con 2019, Julia Pott a annoncé que la série est renouvelée pour une troisième saison.
En 2022 tous les épisodes ont été retirés de HBO Max.

## Synopsis
Lorsque Oscar et Hérissonne arrivent à la colo, ils se rendent vite compte qu'ils vont passer des vacances des plus magiques. Entre les sorcières animatrices, les arbres parlant et les aliens, ils ne sont pas au bout de leur surprise.

## Personnages

### Principaux
- Oscar Peltzer : éléphant anthropomorphique de 11 ans qui est le meilleur ami d'Hérissonne. Oscar a tendance à être socialement maladroit et timide. mal à l'aise dans son nouvel environnement. Cependant, lorsqu'il décide de quelque chose, il est déterminé à accomplir toute tâche ou à accomplir tout objectif. Il a un lien étroit avec Hérissonne au point que s'il disparaissait ou si quelque chose lui arrivait, il devient inconsolable, même s’il apprend à travailler sans elle. Il croit en l’ordre et fera tout ce qui est en son pouvoir pour déjouer ou surpasser Susie, son principal antagoniste. Il vit dans le New Jersey.
- Hérissonne : un hérisson anthropomorphique de 11 ans qui est la meilleure amie d’Oscar. Elle est la plus pondérée et logique des deux. Elle veut surtout aider Oscar à sortir de sa zone de confort, mais veut également surpasser Susie. En raison des événements de Hérissonne Loup-garou, Hérisson se transforme en loup-garou à la pleine lune. Elle a le béguin pour Max. Elle habite dans le New Jersey. Après les événements de Spell Crushers, elle obtient finalement sa baguette magique de Betsy après avoir passé ses examens finaux de sorcière, mais lors de l'épisode The Library, elle a été confisquée par Susie après l'avoir vue utiliser des sorts magiques.
- Susie McCallister : une chatte anthropomorphique , une sorcière et une conseillère principale du camp. Elle peut être méchante et parfois condescendante envers les campeurs. Au fond, elle fait preuve d'un comportement responsable et compatissant, mais préfère être grossière avec les campeurs. Malgré son apparence et son comportement de quinze ans, l'épisode Fuzzy Pink Time Babies indique qu'elle a au moins environ 150 ans. Elle adore taquiner et tourmenter Oscar et Hérissonne chaque fois qu'elle en a l'occasion, surtout Oscar.
- Alice Fefferman : un éléphant anthropomorphique, une sorcière et l'un des conseillers du camp et le plus puissant des trois. Elle est la bras droit de Susie, mais elle n’est généralement pas aussi méchante envers les campeurs que Susie. Cependant, elle commande beaucoup et préfère tourner tout autour d'elle pour la faire plaisir.
- Betsy Spellman : un cheval anthropomorphique, une sorcière et l'un des conseillers du camp. Elle semble être la plus gentille et la plus terre-à-terre des sorcières et semble parfois se heurter à Susie. Il est révélé dans Hérissonne Loup-garou qu'elle est elle-même un loup-garou, quelque chose qu'elle cache au monde sauf à Hérissonne. Elle enseigne également les techniques de magie à Hérissonne en secret, en particulier de Susie.
- Max : une chauve-souris anthropomorphique. C'est un enfant enjoué, rusé et utile qui aime profiter de la compagnie d'Oscar et de Hérissonne. Tout le monde semble penser qu'il est cool à cause de sa casquette arrière. Il n'a pas de sentiments pour Hérissonne.

### Secondaires
- Pyjama, un pyjama doué de sensations appartenant à Oscar.
- Pepper Corn, un panda anthropomorphique que l’on voit habituellement avec sa couverture de sécurité. Il a parfois une personnalité un peu névrotique.
- Lucy Thompson, un Oryctérope du Cap anthropomorphique. Elle vit à Manhattan et est très indépendante. Elle ignore que les lettres de sa mère proviennent de Susie. Elle a le béguin pour Oscar.
- Oliver, un chien anthropomorphique doué pour la musique.
- Alexa Mongello, une girafe anthropomorphique.
- Lem Mongello, une girafe anthropomorphique et la plus jeune sœur d'Alexa.
- Dr P. Shark, un requin anthropomorphique parlant qui vit dans la piscine près de la cabine d'Oscar. Il se révèle être un thérapeute dans la saison 2.
- Barb, elfe qui travaille fort et amie d’Oscar et Hérissonne.
- Ava, un monstre tacheté qui habite l'île.
- Mortimer, un monstre gris bleuâtre qui habite l'île.
- Blanche, un monstre à cornes brunes qui habite l'île.
- Melvin, un petit monstre orange qui habite l'île.
- Margot, un monstre à ailes pourpres qui habite l'île.
- Freddie, un monstre bleu infantile qui habite l'île.
- Le soleil, un soleil féminin, indifférent à ceux qui l'entourent.
- La Lune, personnage masculin très sensible

## Épisodes[2]

### Saison 1 (2018-2019)
1. Le Premier Jour (The First Day)
2. Les Bébés monstres (Monster Babies)
3. Les Badges du mérite (Chocolate Money Badgers)
4. Saxophone téléphone maison (Saxophone Come Home)
5. Pyjama et Ptijama (Pajama Pajimjams)
6. La Mélodie du bonheur (Oscar & Hedgehog's Melody)
7. La Tête dans les étoiles (Feeling Spacey)
8. Le Garçon fantôme (Ghost the Boy)
9. Vidéo-Vampire (Computer Vampire)
10. Mensonge sur le terrain (The Basketball Liaries)
11. Le Célèbre Banana Split (Popular Banana Split)
12. Voyage à travers le temps (Time Traveling Quick Pants)
13. C'est ma soirée (It's My Party)
14. Lune à des problèmes (Moon Problems)
15. Ma marraine, ce monstre (Monster Visit)
16. Crème glacée magique (Ice Cream Headache)
17. Sherlock-isonne (Pepper's Blanket Is Missing)
18. Hérissonne le loup-garou (Hedgehog Werewolf)
19. Le Match décisif (Mr. Softball)
20. Une nuit sans fin (Fuzzy Pink Time Babies)
21. La Comète Bupkiss (Cosmic Bupkiss)
22. Silence radio (Radio Silence)
23. Silence, ça tourne ! (Director's Cut)
24. Le Feu de camp hanté (The Haunted Campfire)
25. J'aime Heartforde (I Heart Heartforde)
26. Invasion d'espace (Space Invasion)
27. Le Mamouragan (Mom Soon)
28. Vigile anti-rhume (Sneeze Guard)
29. La Chasse au trésor fantastique de Susie (Susie's Fantastical Scavenger Hunt)
30. Serpillière pour toujours (Mop Forever)
31. Pyjama partie (Pajamas Party)
32. La Maison musicale (The Soundhouse)
33. De l'art ! De l'art ? (Puff Paint)
34. Jour de congé pour Susie (Susie Appreciation Day)
35. Campeurs au-dessus du lit (Campers Above the Bed)
36. La Quittance de minuit (Midnight Quittances)
37. Concours de la meilleure invention elfique (The Great Elf Invention Convention)
38. Douze Hérisonnes en colère (Twelve Angry Hedgehogs)
39. Briseurs de sort (Spell Crushers)
40. La Bibliothèque (The Library)

### Saison 2 (2020)
Remarque : à partie de cette saison jusqu'à la cinquième, la série sortira d'abord sur HBO Max aux États-Unis.
1. Réunion au sommet (Meeting of the Minds)
2. Le vide-grenier d'Ava (Ava's Yard Sale)
3. Les taupes des dents (Molar Moles)
4. Serviette tortilla (Tortilla Towel)
5. La remise des diplômes des glans (Acorn Graduation)
6. Doug du Donjon (Dungeon Doug)
7. La baignoire en fuite (Tub on the Run)
8. Le réveil des ours tachetés (Spotted Bear Stretch)
9. La tartine (French Toasting)
10. Les amours astrologiques (We'll Just Move the Stars)
11. Le peigne du Yéti (Catacombs)
12. Le jour des licornes (Wild Hearts Can't Be Caboodled)
13. La dernière pile (The Later Pile)
14. Les bébés du temps (Honeydew Hatch)
15. Légère comme une plume (Light as a Feather)
16. Quand Harry rencontre Barry (When Harry Met Barry)
17. Hérissonne mène l'enquête (Oddjobs)
18. Essorage délicat (Tumble Dry Low)
19. Rien que toi et moi (Just You and Me)
20. Le Ver Luisant (Glow Worm)

### Saison 3 (2020)
1. L'arche de Susie (Susie's Ark)
2. Le bébé Jaseroque fantôme (Ghost Baby Jabberwock)
3. Retrouve-moi au Massachusetts (Meet Me in Massachusetts)
4. Des sorcières dans la ville (Witches in the City)
5. Lune de miel royale (Honey Moondog)
6. Un ennui royal (Royally Bored)
7. Le sucre et le sel (All the King's Slides)
8. Ne dites rien à Lucy (Don't Tell Lucy)
9. Celui qui chuchotait à l'oreille des Yums (The Yum Whisperer)
10. La Boule de Sorbet (The Sherbet Scoop)
11. L'instrument de Lucy (Lucy's Instrument)
12. Où est le confetti (Where's the Confetti)

### Saisons 4 (2021)
1. Les lapins de mer (Sea Bunnies)
2. Les rumeurignons (Mushrumours)
3. Petit déjeuner à la Gene Kelly (Breakfast like Gene Kelly)
4. Balles spirites (Spirit Balls)
5. Oscar et son démon (Oscar & His Demon)
6. Institut d'Emily la fantôme : manières et protocole magique (The Emily Ghost Institute for Manners and Magical Etiquette)
7. Jeremiah (Jeremiah)
8. Les bananes du futur (Tomorrow's Bananas)
9. Une petite tranche de vie (Shave a Little off the Wheel)
10. Il n'est pas ici pour le moment (He's Just Not Here Right Now)
11. Ecoutez le chant de Gérald (Hark the Gerald Sings)
12. Les Malunes (Hall of Mooms)
13. Pepper et le brouillard (Pepper and the Fog)

### Saisons 5 (2021)
1. Naissance de Barb (Barb and the Spotted Bears Chapter 1: A Barb is Born)
2. Lait chaud et doux murmures (Barb and the Spotted Bears Chapter 2: Hot Milk and Careless Whispers)
3. Les bonnets de nuit (Barb and the Spotted Bears Chapter 3: Nightcap)
4. Des rôts et des soupirs (Betsy and the Ghost Chapter 1: Burp n' Sighs)
5. Bouh jeans (Betsy and the Ghost Chapter 2: Boo Jeans)
6. Raquette et romance (Betsy and the Ghost Chapter 3: There's a Racket In My Hope Chest)
7. Les fougères (Susie and her Sister Chapter 1: Heathers)
8. Les vendeuses de maïs (Susie and her Sister Chapter 2: Hot Corn Girls)
9. L'amie de Mildred (Susie and her Sister Chapter 3: Mildred's Friend)
10. Oscar non-accompagné (Oscar and the Monsters Chapter 1: Unaccompanied Oscar)
11. La Société des Petits Emportements (Oscar and the Monsters Chapter 2: Tiny Outburst Society)
12. Brouet de sorcière (Oscar and the Monsters Chapter 3: Witches' Brew)
13. Courses au petit déjeuner (The Babies Chapter 1: Breakfast Errands)
14. Une toute petite géante (The Babies Chapter 2: Teacup Giant)
15. Lem s'enfuit (The Babies Chapter 3: Lem Is Nothing)

### Saison 6 (2023)
1. Chapitre 1 : les jambes (The Legs)
2. Chapitre 2 : Si j'avais une baguette magique (If I Only Had a Wand)
3. Chapitre 3 : le miel et les abeilles (See Bees? Gee! Bees!)
4. Chapitre 4 : funérailles par Pepper (Pepper's Funeral)
5. Chapitre 5 : Les menaces (The Hits)
6. Chapitre 6 : Le lapin miracle (Miracle Rabbit)
7. Chapitre 7 : Les trois grrr (The Three Grrs)
8. Chapitre 8 : Allez chercher les filles ! (Go Get Our Girls)
9. Chapitre 9 : L'histoire de Susie (Storybook Susie)
10. Chapitre 10 : La dernière sorcière (The Last Witch)
11. Chapitre 11 : La réserve métaphysique (The Metaphysical Reserve)
12. Chapitre 12 : Les poches de la nuit (Night's Pockets)
13. Chapitre 13 : Garde des bocaux (Jar Guard)
14. Chapitre 14 : Patience d'ours (Bear With Me)
15. Chapitre 15 : Croissant de lune (Croissant Moon)
16. Chapitre 16 : Reviens sur tes pas (Retrace Our Hooves)
17. Chapitre 17 : Partie de balle molle (Meeting of the Mounds)
18. Chapitre 18 : Les bottes rebelles (Swellington Boots)
19. Chapitre 19 : Météo intérieure (Weather Your Weather)
20. Chapitre 20 : Il faut du temps (It Takes Time)

## Distribution

### Voix originales
- Elliott Smith (épisodes 1-38), Asher Bishop (depuis l'épisode 39) : Oscar Peltzer
- Oona Laurence : Hérissonne
- Indie Nameth : Lucy Thompson
- Ramone Hamilton : Max
- Alexa Nisenson : Alexa
- Julia Pott : Susie McCallister
- Charlyne Yi : Alice Fefferman
- Nikki Castillo : Betsy Spellman

### Voix françaises
- Émilie Guillaume : Oscar Peltzer (début saison 1)
- Ludivine Deworst : Oscar Peltzer (mi saison 1-)
- Claire Tefnin : Hérissonne
- Aurélie Castin : Lucy Thompson
- Élisabeth Guinand : Max
- Sophie Pyronnet : Alexa
- Mélanie Dermont : Susie McCallister

Version française
- Studio de doublage : SDI Media Belgium
- Direction artistique : Laurence César
- Adaptation : Eugénie Delporte